# Papa Alexandru al II-lea
Papa Alexandru al II-lea, născut ca Anselmo da Baggio, (n. c. 1010, Baggio⁠(d), Lombardia, Italia – d. 21 aprilie 1073, Roma, Statele Papale) a fost un papă al Romei.
Încă din anii tinereții făcea parte din Curia Romană. Anselmo de Bagio, episcop al orașului Lucca din 1056, pe 30 septembrie 1061 a ajuns papă sub numele Alexandru al II-lea. Cel mai puternic sprijin îl primea atunci din partea arhidiaconului Hildebrand (viitorul papă Grigore al VII-lea). Sprijinul acordat de Hildebrand este și dovada că Alexandru făcea parte din tabăra favorabilă reformelor.

Încă trei ani, episcopii din Imperiu îl susțineau pe anti-papă Honoriu al II-lea. În 1064 au fost și ei dispuși să-l recunoască pe Alexandru (Sinodul de la Mantra din 1064). În timpul pontificatului lui urma să crească influența politică a bisericii. Deosebit de binevoitor era papa în legătură cu intențiile lui William Cuceritorul să ajungă regele Angliei. Însă influența politică a papei a stârnit și tensiuni noi în raport cu partida imperială din teritoriile germane (în deosebi cu tânărul împărat Henric al IV-lea), deoarece Alexandru s-a opus cu tărie planului lui Henric de a divorța de soția sa Berta de Savoia.

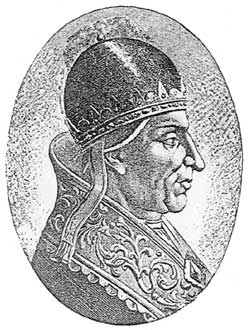
Papa Alexandru al II-lea